# Jelena Rozga
Jelena Rozga (Split, 23. kolovoza 1977.) hrvatska je pop pjevačica. 
Glazbenu karijeru započela je 1996. godine kao pjevačica popularnog splitskog sastava Magazin, a samostalnu 2006. godine.
Jedna je od najtrofejnijih hrvatskih pjevačica. Dobitnica je nagrade Porin za pjesmu Bižuterija, višestruka je osvajačica Grand Prix nagrade na festivalu zabavne glazbe Split kao i mnogih drugih nagrada.
U samostalnoj karijeri objavila je tri studijska albuma koji su nagrađeni zlatnim certifikacijama. Održala je velike dvoranske turneje i prva je žena koja je napunila Spaladium arenu u Splitu.
Njene najpoznatije pjesme su: Gospe moja, Bižuterija, Razmažena, Dobitna kombinacija, Nirvana, Okus mentola, Tsunami, Kraljica i mnoge druge.

## Djetinjstvo i glazbeni počeci
Rođena je i odrasla u Splitu. U djetinjstvu je plesala balet. Bila je članica KUD Mozaik, legendarne Lepe Smoje. Rozga je pokazala veliki talent za balet i bila je pozvana u milansku Scalu, ali joj to roditelji nisu mogli priuštiti. Nakon osnovne škole seli se u Zagreb, gdje upisuje srednju baletnu školu. U Zagrebu je plesala u baletu Hrvatskog narodnog kazališta. Nastupala je u Labuđem jezeru, Trnoružici, Orašaru (Ščelkunčiku). Uz baletnu školu, pohađala je II. opću gimnaziju. Baletnu karijeru je napustila kada joj se ukazala prigoda postati pjevačicom sastava Magazin. Naime, Rozga je u djetinjstvu uz talent za balet pokazivala i talent za pjevanje. Tako je kao članica KUD Mozaik pobijedila na jednom glazbenom natjecanju 1992. godine i to s pjesmom Uvenut će ružmarin, grupe Magazin. Rozga je ljubav prema pjevanju i pjesmama grupe Magazin pokazala i 1994. godine nastupom na festivalu Zvuci Jadrana gdje je osvojila nagradu Zlatna Gospa za najbolju interpretaciju s pjesmom "Ti si želja mog života".

## Glazbena karijera

### 1996. – 2006.: Magazin
Godine 1995. Tonči Huljić je počeo tražiti novu pjevačicu za grupu Magazin koja je trebala zamijeniti Danijelu Martinović. Tonči i Jelenina majka Marija dogovorili su audiciju. Rozga je u jednom zagrebačkom restoranu otpjevala pjesme Opusti se i Zlato ljubavi nakon čega je primljena u grupu. Rozga je profesionalnu glazbenu karijeru započela 1996. godine, kada je na Dori izvela pjesmu "Aha" te osvojila drugo mjesto. Na Dori je nastupala pod svojim imenom, a tek je kasnije na Melodijama hrvatskog Jadrana 1996. godine debitirala kao pjevačica grupe Magazin i to s pjesmom Suze biserne. S nepunih 19 godina, Rozga je postala pjevačicom sastava Magazin.
Iste godine objavljen je album pod nazivom Nebo boje moje ljubavi na kojem su se našle velike uspješnice: Suze biserne, Minut srca tvog, Nebo boje moje ljubavi i Samo navika. Album je ostvario zlatnu tiražu. Godinu 1997. obilježio je nastup na Dori i to s pjesmom Opijum, a nakon toga i nastup na Melodijama hrvatskog Jadrana '97. s pjesmom Ime mi spominje. Dvije godine nakon albuma Nebo boje moje ljubavi, 1998. godine, objavljen je album Da si ti ja. Na navedenom albumu također su se našle brojne uspješne pjesme, uključujući: Gutljaj vina, Ginem, Briga me, Na svijetu sve, Idi i ne budi ljude, Luna, Na sve svete i Opijum. S pjesmom Na svijetu sve grupa se natjecala na Dori 1998. godine, a s pjesmom Idi i ne budi ljude na Melodijama hrvatskog Jadrana '98. Album je dosegao platinastu tiražu u Hrvatskoj i Sloveniji.
Na Dori 1999. godine grupa nastupa s pjesmom Kasno je, a na MHJ s pjesmom Ako poludim. Nakon albuma Da si ti ja, objavljen je album Minus i plus 2000. godine. Uz navedenu, istoimenu pjesmu, na albumu se našle i uspješnice poput pjesama: Je l' zbog nje, Kasno je, Nemam snage da se pomirim, Ako poludim i Hrvatska rapsodija. Nakon albuma Minus i plus, objavljen je album S druge strane Mjeseca, 2002. godine. Album je nastavio uspjehe prethodnih albuma pa su se tako i na ovom albumu našle brojne uspješne pjesme poput: S druge strane mjeseca, Ne vjerujem tebi, ne vjerujem sebi, Dani su bez broja i Ko me zove. Album simboličnog naziva Paaa.? posljednji je album grupe Magazin s Jelenom kao vodećim vokalom. Kao i prethodni albumi, album je ostvario veliki komercijalni uspjeh i sadržao je brojne hitove kao što su pjesme: Ne tiče me se, Troši i uživaj, Kad bi bio blizu i Da li znaš da te ne volim. Na Radijskom festivalu grupa je 2003. godine izvela pjesmu Kad bi bio blizu, a na Splitskom festivalu iste godine pjesmu Da li znaš da te ne volim. Godinu dana poslije, grupa je na Splitskom festivalu izvela pjesmu Ne tiče me se i ujedno i pobijedila na festivalu. Magazin se nakon gotovo pet godina odsustva 2005. godine ponovno vraća na Doru s pjesmom Nazaret i osvojio je drugo mjesto, a godine dana poslije na istoj su manifestaciji nastupili s pjesmom Oprosti mala. Ujedno se taj nastup smatra i posljednjim nastupom grupe s Jelenom Rozgom kao vokalom. Gotovo deset godina, koliko je Rozga bila članicom grupe Magazin, smatra se jednim od najuspješnijih i najproduktivnijih razdoblja grupe. Grupa Magazin je uz uspješne pjesme i albume, s Jelenom kao pjevačicom održala i velike koncertne turneje. Tako su održani koncerti u beogradskom Sava Centru 2002. i 2004. godine, dok je 2000. godine održan koncert u sarajevskoj Skenderiji.
Rozga 2006. godine napušta sastav Magazin, no i dalje nastavlja suradnju s Tončijem Huljićem, osnivačem sastava.

### 2006. – 2016.: Oprosti mala i Bižuterija
Ubrzo nakon izlaska iz grupe Magazin, Rozga objavljuje debitantni album Oprosti mala. Album je objavljen u dva izdanja: prvo je objavljeno 2006. godine, a re-izdanje je objavljeno 2007. godine s dvije nove pjesme: Gospe moja i Nemam. Kao pjesme koje su se posebno izdvojile su: Ne zovi me Marija, Nemam, Roza boja, Roba s greškom, Vršnjaci moji i Gospe moja, ujedno i najuspješnija pjesma s albuma. 
Godine 2006. Rozga nastupa na Dori s pjesmom Ne zovi me Marija, a 2007. s pjesmom Nemam, zajedno sa Zlatkom Pejakovićem. Iste godine nastupa na Splitskom festivalu s pjesmom "Gospe moja". Nakon objave navedene pjesme,  karijera joj putuje uzlaznom putanjom, osobito 2008. godine kada je za navedenu pjesmu osvojila Grand prix za najizvođeniju pjesmu. Nakon pjesme Gospe moja, objavljuje pjesmu "Daj šta daš", s kojom je 2008. godine nastupala na Splitskom festivalu i koja je također ostvarila značajan komercijalan uspjeh.
Godine 2009. nastupa na prestižnom Hrvatskom radijskom festivalu s pjesmom "Svega ima, al' bi još" u kategoriji Zabavna-narodna glazba. Na Splitskom festivalu ponovno osvaja Grand prix i to za pjesmu Daj šta daš te nastupa s pjesmom Rodit ću ti 'ćer sina. Krajem godine pojavljuje se na pjesmi Nevjeran do groba grupe Miligram. Pjesma Rodit ću ti 'ćer i sina proglašena je najslušanijom skladbom Splitskog festivala za 2010. godinu te je Jelena Rozga treći puta zaredom osvojila Grand prix na ovom najvećem hrvatskom festivalu.
Na Splitskom festivali 2010. Rozga predstavlja pjesmu Bižuterija, koja je učinila prekretnicu u Jeleninoj karijeri. Iste godine, praćeno uspjehom pjesme, Rozga je u listopadu nastupom u zadarskom Višnjiku započela svoju prvu veliku koncertnu turneju pod nazivom "Bižuterija". Postala je prva žena koja je napunila splitsku Spaladium arenu, koja ima kapacitet od 12.000 gledatelja. Početkom 2011. godine objavila je svoj drugi samostalni album "Bižuterija" koji je u samo mjesec dana prodan u više od 15.000 primjeraka te je Rozga za navedeni album osvojila Zlatnu ploču. Na albumu su se našle brojne uspješne pjesme objavljene nakon albuma Oprosti mala, kao i nove pjesme: Sad il' nikad, Grizem, Karantena i Ona ili ja koje su također ostvarile veliki komercijalni uspjeh. Pjesma Bižuterija osvojila je prestižnu nagradu Porin u kategoriji Hit godine, dok je album Bižuterija nominiran u kategoriji Najbolji album zabavne glazbe, ali je nagradu osvojio album Zar više nema nas, klape Cambi.
Zagrebačka Cibona nekoliko mjeseci poslije samo potvrđuje Jelenin uspjeh. Na ljeto 2011. Rozga je snimila još jednu uspješnicu sa zaprešićkom reperskom skupinom Connect pod nazivom Dalmatinka koja je postala veliki ljetni hit. Nastupa na Splitskom festivalu sa skladbom Razmažena koja je po glasovima gledatelja osvojila prvo mjesto te Jeleni Rozgi osigurala još jedan Grand prix. Krajem 2011. objavljuje svoju prvu kompilaciju najveći hitova Best of Jelena Rozga na kojoj su se našli najveći hitovi iz samostalne karijere, ali iz godina s grupom Magazin. U studenom iste godine Rozga održava svoj prvi samostalni koncert u Beogradu u dvorani Sava Centar, a u prosincu s grupom Bajaga i instruktori kreće na turneju Karlovačko live u okviru koje su se održali koncerti u svim velikim gradovima Hrvatske.
Na Splitskom festivalu 2012. godine nastupa sa skladbom Solo igračica koja je Jeleni Rozgi osigurala 2. nagradu publike te nagradu Srebrni galeb  na istoimenom festivalu. U isto vrijeme objavljuje pjesmu Dobitna kombinacija te prva u Hrvatskoj i susjednim zemljama snima spot u kojem su spojene dvije uspješnice - Solo Igračica i Dobitna Kombinacija. U spotu Rozga glumi solo igračicu koja je odigrala dobitnu kombinaciju. Krajem godine održava svoj prvi veliki koncert u Sarajevu, u dvorani Skenderija.
Zatim 2013. objavljuje pjesmu Nirvana koja u rekordnom roku postaje veliki hit.

U ljeto 2013. objavljuje pjesmu Obožavam, a krajem te iste godine i baladu Cirkus. Početkom 2014. godine objavljena je pjesma Prsti zapleteni, suradnja s Klapom Rišpet.  U ožujku iste godine, Rozga je kao singl objavila pjesmu Okus mentola koja je postala hit, a tijekom ljeta i pjesmu Život je čudo. Snimila je i soundtrack za seriju Kud puklo da puklo zvan Odo' ja. Singl Tsunami izdan je u prosincu 2014. godine i u vrlo je kratkom roku postao veliki hit. U prva 24 sata ostvario je 400 tisuća pregleda, što je rekordan broj za ovu pjevačicu.
Uspjeh pjesme Tsunami nastavljaju pjesme Kraljica i Otrov, a nakon dugo vremena, u veljači 2016. godine pjevačica kao singl objavljuje baladu naziva Udajem se.

### 2016. – 2022: Moderna žena
Nakon gotovo šest godina studijske pauze u prosincu 2016. godine Rozga objavljuje 3. studijski album Moderna žena. Album je najavljen s dva singla: baladom Pismo-glava i naslovnom pjesmom Moderna žena. Podijeljen je u dva dijela: na prvom dijelu našlo se 6 novih pjesama i 5 ranije objavljenih pjesama, a na drugom 12 starijih singlova objavljenih u razdoblju od 2011. do 2014. Album je odmah u prvom tjednu završio na prvom mjestu hrvatske službene liste te je na tom mjestu bio 17 tjedana. Album je nominiran za nagradu Porin i to u kategoriji Najbolji album zabavne glazbe, ali Rozga nije osvojila nagradu. Pjesma Žileti objavljena je kao treći singl s albuma
, dok je pjesma Ne pijem, ne pušim objavljena je kao četvrti singl s albuma Moderna žena. Spot za pjesmu inspiriran je spotom za pjesmu Addicted to love Roberta Palmera. Kao i u originalnom spotu, uz Jelenu su na pozornici ženski modeli koje glume bend. U travnju 2017. je Jeleni dodijeljena zlatna ploča za album Moderna žena., dok je u lipnju iste godine objavljena eponimska kompilacija na kojoj se nalaze svi spotovi koje je Rozga objavila u samostalnoj karijeri. Krajem 2017. godine, Hrvatska diskografska udruga Jeleni je dodijelila priznanje za album Moderna žena kao najprodavaniji album u 2017. godini.
U ožujku 2018. godine, nakon gotovo godinu i pol studijske pauze, Rozga je objavila novi singl Najbolji dan. Autori pjesme su Tonči i Vjekoslava Huljić, dok je producentica spota Sandra Mihaljević. U kolovozu iste godine, Rozga je objavila singl naziva Uzmem koliko mi daš. Autori pjesme su bračni par Huljić, dok je producent spota Dario Radusin.
Rozga je u listopadu objavila pjesmu naziva Ostani. Autorica teksta i glazbe je pjevačica Emina Jahović, dok je producent Darko Dimitrov. Pjesma i spot privukli su pažnju medija zbog promjene u Jeleninom imidžu, kao i zvuka koji je ponuđen suradnjom s novim suradnicima. Pjesma je u prva 24 sata imala 350 tisuća pregleda, što je drugi najgledaniji Jelenin spot u prva 24 sata nakon spota za pjesmu Tsunami (400 tisuća). Spot je objavljen na popularnom IDJ kanalu.
U 2019. godini, Rozga je nastavila suradnju s Eminom Jahović. Krajem siječnja objavila je baladu Moje proljeće koju je napisala Emina, a producirao Darko Dimitrov. Pjesmu je isti dan premijerno izvela na dodjeli nagrada MAC. Godinu dana poslije, krajem siječnja, Rozga objavljuje pjesmu Sveto pismo koju premijerno isti dan izvodi na dodjeli nagrada MAC. Autori teksta i glazbe su Tonči i Vjekoslava Huljić, a aranžman su uradili Darko Dimitrov i Željko Joksimović.
U prosincu 2021. godine, Saša Matić objavio je novi studijski album Dva života na kojemu se, na pjesmi Ti i ja, kao gošća pojavila Rozga.

### 2022. - trenutno: Minut srca mog
U svibnju 2022. godine Rozga je gostovala u emisiji Living Room Acoustic tadašnjeg Narodnog Radija. Tijekom gostovanja, objavila je kako će u prosincu održati svoj prvi samostalni koncert u zagrebačkoj Areni kojim će promovirati svoj novi, akustični album. Koncert u Spaladium Areni najavljen je 22. srpnja nakon Jeleninong nastupa u Fusion Festivalu u Splitu i ulaznice su puštene u prodaji sljedeći dan, dok su ulaznice za Štark puštene u prodaju u 20. rujna. U rujnu je potvrdila da će naslov albuma biti Minut srca mog u osvrtu na njezin istoimeni singl iz 1996. ("Minut srca tvog"), dok je u studenom u intervjuu za Radio Dalmacija potvrdila da je album završen i poslan u štampu te da će biti objavljen 14. studenoga, kada je najavljena i službena promocija u Hotelu Esplanada. Album je objavljen 14. studenoga na svim digitalnim platformama. Osim akustičnog albuma i turneje, Rozga je također u studenome objavila svoju novu, studijsku pjesmu Samo se ljubit isplati, koju su potpisali Vjekoslava i Tonči Huljić. Rozga je na turneji bila dvije godine. U okviru turneje, održala je šest koncerata: uz početni koncert u Areni Zagreb, održala je koncerte u u beogradskoj Štark areni i novosadskom SPENS-u u 2023. godini, dok su u 2024. godini održani koncerti u skopskom Borisu Trajkovskom, zadarskom Višnjiku i sarajevskoj Zetri. Turneja je završila 2. studenog 2024. koncertom u sarajevskoj Zetri. Koncert u Spaladiuma areni je otkazan budući da je dvorana zatvorena. Tijekom turneje, Jelena je objavila tri studijske pjesme: Idi ti, Od čega sam ja i Lavica, s tim da su Idi ti i Lavica predstavljene na festivalu Melodije Jadrana.

## Privatni život

### Obitelj i romantične veze
Rozga je rođena i odrasla u Splitu, od majke Marije i oca Ante. Majka joj iz sela Blizna Donja, a otac iz sela Blizna Gornja. Ima stariju sestru Juliju. Ime je dobila po baki s majčine strane.
Rozga je u razdoblju od 2015. godine do 2017. godine bila u vezi sa Stjepanom Hauserom, violončelistom i članom sastava 2Cellos. Par se zaručio početkom 2016. godine. Rozga je za medije izjavila da ne pokazuje interese prema ulasku u bračnu zajednicu, neovisno o zarukama. Tijekom 2017. godine par se sve manje počeo zajedno pojavljivati u javnosti. U rujnu 2017. godine Rozga je za medije potvrdila da je par raskinuo vezu.

### Zdravlje
Godine 2006. dijagnosticirana joj je hipertireoza, poremećaj rada štitnjače. Na dnevnoj bazi prima hormonsku terapiju. Godine 2018. godine dijagnosticirana joj je tahikardija. Od tada je na terapiji beta blokatorima, a svaka tri mjeseca mora jedan dan nositi holter.

### Aktivizam
U intervju za T-portal, objavljenom u siječnju 2017. godine, izjavila je kako bi abortus trebao biti stvar izbora. U istom intervjuu podržala je i LGBT zajednicu. 
U travnju 2017. sudjelovala je na okruglom stolu Gelem, Gelem - World4Them na kojem su predstavljeni rezultati projekta usmjerenog na integraciju romske nacionalne manjine u obrazovni sustav i poboljšanje razine zaštite ljudskih prava romske nacionalne manjine.
Također, 2013. godine sudjelovala je na koncertu Gorana Bregovića u Zetri pod nazivom Sa So Mange u okviru kojeg su se prikupljale donacije za glazbeno školovanja romske nacionalne manjine. Povodom obilježavanja Svjetskog dana Downovog sindroma, 2016. godine sudjelovala je na koncertu koji je bio održan u Zagrebu.

## Drugi poslovni pothvati
Rozga je u karijeri bila zaštitno lice brojnih hrvatskih i međunarodnih brendova. Tako je od 2015., ambasadorica francuskog kozmetičkog brenda Garnier i to u 9 zemalja istočne Europe. Iste godine, zajedno s bosanskohercegovačkim nogometašem Emirom Spahićem, bila je zaštitno lice Sberbanke. Također, Rozga je godinama zaštitno lice talijanskog modnog brenda Liu Jo, a bila je zaštitno lice hrvatskog poznatog modnog brenda ELFS i Seat Hrvatska.
U 2020. godini Rozga je postala zaštitno lice Max Factora za Hrvatsku, Sloveniju i Bosnu i Hercegovinu.

## Nagrade i priznanja
Rozga je u samostalnoj karijeri osvojila brojne nagrade. Navedeno uključuje najprestižniju hrvatsku glazbenu nagradu Porin i to u kategoriji Hit godine za pjesmu Bižuterija; pet puta je osvojila nagradu Grand Prix na najpopularnijem hrvatskom glazbenom festivalu - Festivalu zabavne glazbe Split; tri puta su joj dodijeljene zlatne ploče Hrvatske Diskografske udruge.
| Nagrade/natjecanja                         | Godina | Kategorija                                     | Za                                       | Rezultat   | Ref.   |
| ------------------------------------------ | ------ | ---------------------------------------------- | ---------------------------------------- | ---------- | ------ |
| Porin                                      | 2011.  | Hit godine                                     | Bižuterija                               | Osvojeno   | [ 82 ] |
| Porin                                      | 2012.  | Hit godine                                     | Dalmatinka (feat. Connect)               | Nominacija | [ 83 ] |
| Porin                                      | 2014.  | Hit godine                                     | Nirvana                                  | Nominacija | [ 84 ] |
| Porin                                      | 2012.  | Najbolji album zabavne glazbe                  | Album Bižuterija                         | Nominacija | [ 82 ] |
| Porin                                      | 2017.  | Najbolji album zabavne glazbe                  | Album Moderna žena                       | Nominacija | [ 85 ] |
| Zlatna ploča                               | 2011.  | Zlatna certifikacija                           | Album Bižuterija                         | Osvojeno   | [ 79 ] |
| Zlatna ploča                               | 2012.  | Zlatna certifikacija                           | Kompilacijski album Best of Jelena Rozga | Osvojeno   | [ 80 ] |
| Zlatna ploča                               | 2017.  | Zlatna certifikacija                           | Album Moderna žena                       | Osvojeno   | [ 81 ] |
| Dora - Hrvatski izbor za pjesmu Eurovizije | 1996.  | 156 bodova                                     | Aha                                      | 2. mjesto  | [ 86 ] |
| Dora - Hrvatski izbor za pjesmu Eurovizije | 2006.  | 19 bodova                                      | Ne zovi me Marija                        | 6. mjesto  | [ 87 ] |
| Dora - Hrvatski izbor za pjesmu Eurovizije | 2007.  | 21 bod                                         | Nemam                                    | 7. mjesto  | [ 88 ] |
| Grand prix - Festival zabavne glazbe Split | 2008.  | Najizvođenija skladba nakon godinu dana        | Gospe moja                               | Osvojeno   | [ 89 ] |
| Grand prix - Festival zabavne glazbe Split | 2009.  | Najizvođenija skladba nakon godinu dana        | Daj šta daš                              | Osvojeno   | [ 89 ] |
| Grand prix - Festival zabavne glazbe Split | 2010.  | Najizvođenija skladba nakon godinu dana        | Rodit ću ti 'ćer i sina                  | Osvojeno   | [ 90 ] |
| Grand prix - Festival zabavne glazbe Split | 2012.  | Najizvođenija skladba nakon godinu dana        | Razmažena                                | Osvojeno   | [ 91 ] |
| Grand prix - Festival zabavne glazbe Split | 2011.  | "Zlatno jedro" - nagrada po glasovima publike  | Razmažena                                | Osvojeno   | [ 92 ] |
| Grand prix - Festival zabavne glazbe Split | 2012.  | "Srebrni galeb" - nagrada po glasovima publike | Solo igračica                            | 2. mjesto  | [ 91 ] |
| Music Awards Ceremony                      | 2019.  | Pop numera ženskog izvođača                    | Uzmem koliko mi daš                      | Osvojeno   | [ 93 ] |
| Music Awards Ceremony                      | 2020.  | Pop numera ženskog izvođača                    | Moje proljeće                            | Nominacija | [ 94 ] |
| Music Awards Ceremony                      | 2023.  | Kolaboracija                                   | Ti i ja, feat. Saša Matić                | Osvojeno   |        |

## Diskografija
- Oprosti mala (2006.)[95]
- Bižuterija (2011.)[96]
- Moderna žena (2016.)[97]

## Turneje

### Samostalne
- Turneja Bižuterija (2010. – 2012.)
- Turneja Minut srca mog (2022. – 2024.)

### Zajedničke
- Karlovačko live 2011. (sa sastavom Bajaga i instruktori) (2011.)

## Film
| Godina | Naziv                              | Uloga                | Bilješke                               |
| ------ | ---------------------------------- | -------------------- | -------------------------------------- |
| 2006.  | Najveća pogreška Alberta Einsteina | djevojka s naočalama | sporedna uloga                         |
| 2012.  | Lorax: zaštitnik šume              | Andreja (Audrey)     | glavna uloga (hrvatska sinkronizacija) |

## Vanjske poveznice
- Službena stranica
- Facebook
- Instagram
- YouTube
- Twitter